# Teatro Ponchielli

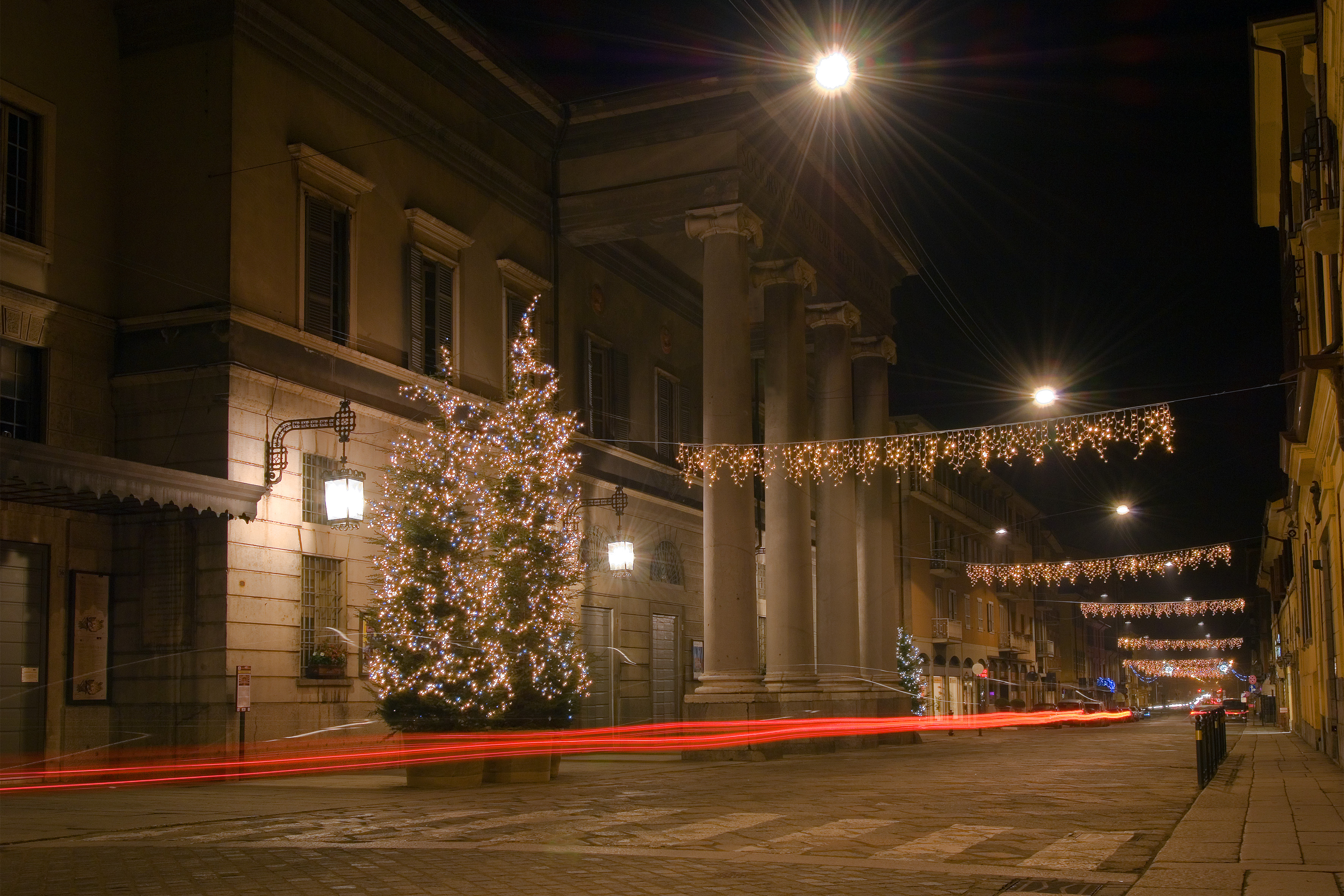
Teatro Ponchielli di sera

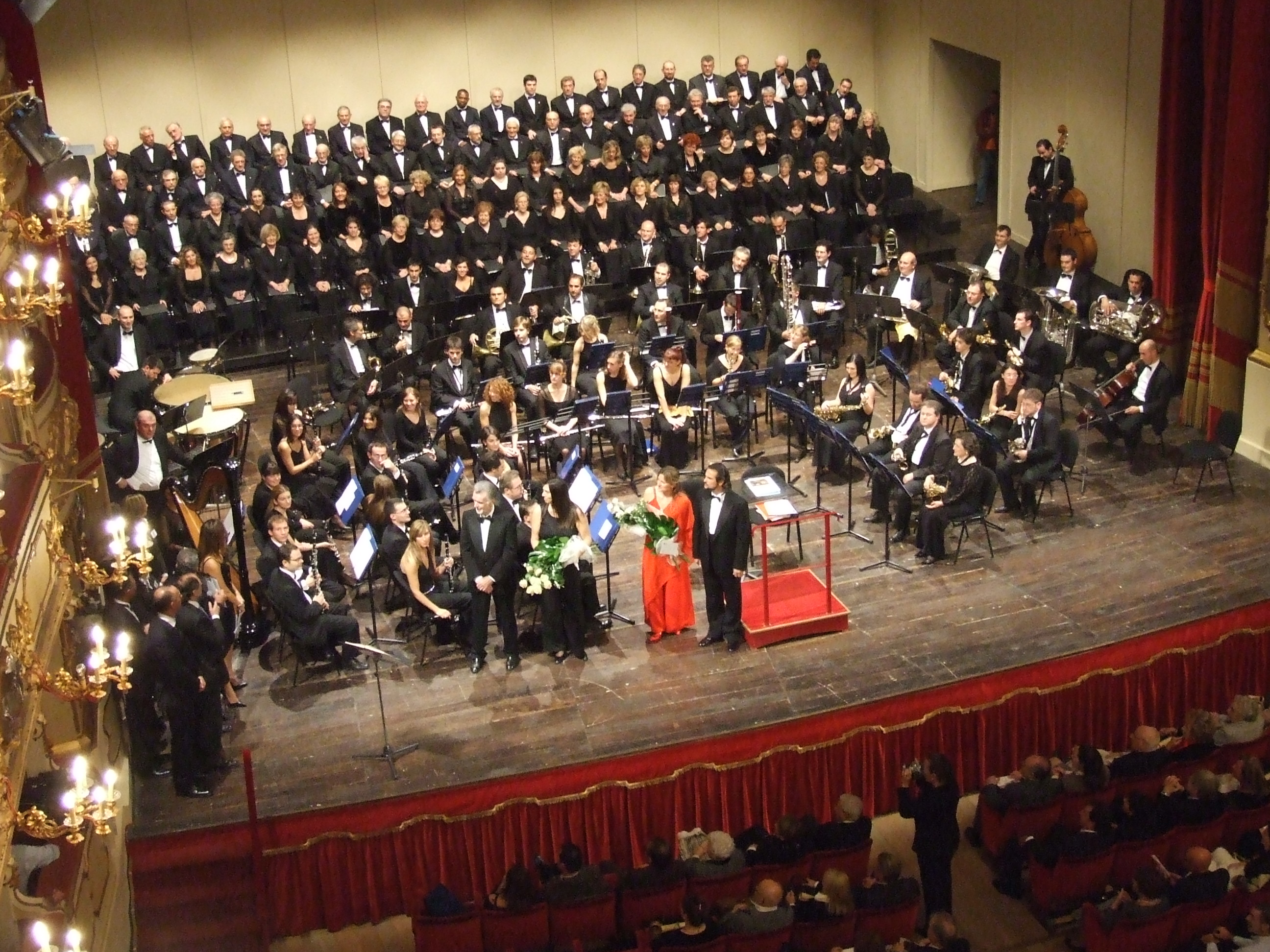
Banda di Soncino e Coro Ponchielli Vertova al Teatro Ponchielli

Il Teatro Ponchielli di Cremona fu costruito, su disegno del dall'architetto Luigi Canonica, a partire dal 1806 sulle rovine del precedente ‘Teatro della Società’, distrutto da un incendio. Venne intitolato al compositore Amilcare Ponchielli nel 1907.

## Il Teatro della Società del 1747
Anticamente Cremona disponeva di un Teatro Rangoni/Ariberti, edificato nel 1670 e attivo fino al 1717 quando venne trasformato in chiesa, a seguito di una donazione. Da allora le rappresentazioni di svolsero in sale provvisorie.
Nel 1733 un gruppo di nobili e patrizi stabilì di dotare la città di un nuovo teatro. Solo nel 1745 il marchese Giuseppe Lodi Mora mise a disposizione un appezzamento nella contrada di San Bartolomeo, verso Porta Po, mentre i fondi venivano provvisti dal nobile G.B. Nazari, che ne sarebbe divenuto il proprietario.
L'incarico della progettazione venne affidato a Giovanni Battista Zaist, architetto cremonese che faceva parte della cerchia del Bibbiena, suggerito dal Vescovo Monsignor Alessandro Litta. Venne inaugurato il 28 dicembre 1747 con il melodramma ‘Orazio’ del napoletano Pietro Auletta, su libretto di Antonio Palomba. Le stagioni erano organizzate, normalmente, nel periodo di carnevale, ma a decorrere dal 1755 non mancarono stagioni di primavera, dal 1774 stagioni estive, dal 1778 stagioni autunnali. L'opera rappresentava, d'altra parte, la principale attività ricreativa e sociale di ogni città italiana.
Era chiamato ‘Teatro Nazari’, dal nome del proprietario, ma mutò nome nel 1785 in Teatro della Società o della ‘Nobile Associazione’, allorché, dopo la morte del marchese Nazari (1784), venne acquistato da un gruppo di nobili e patrizi (una "Società di dodici Cavalieri"), che si divisero la proprietà in qualità di palchettisti (in conformità con quanto accadeva con i molti teatri costruiti sino alla metà dell'800 (Teatro alla Scala di Milano, Teatro Sociale di Como, Teatro Sociale di Monza, etc.). Ciò pose fine ad una annosa polemica fra i proprietari e i palchettisti, che figuravano nella mera veste di inquilini e lamentavano, sempre, l'alto costo della cosiddetta ‘tratta’, ovvero la tassa che ogni palchettista era tenuto a pagare per l'allestimento delle stagioni.
Il 20 gennaio 1770 il giovane Mozart, accompagnato dal padre, assistette alla rappresentazione del melodramma ‘La Clemenza di Tito’ del napoletano Valentini.

## Il Teatro della Concordia del 1806
Il ‘Teatro della Società’ venne attaccato, nei primi anni dell'Ottocento, da due incendi, il secondo dei quali, nel 1806 lo ridusse quasi in cenere. Venne subito programmata la ricostruzione affidandola al più noto architetto teatrale del momento Luigi Canonica.
Canonica realizzò una sala a ferro di cavallo, con quattro ordini di palchi e galleria e uno dei palcoscenici maggiori d'Italia. Esso prese il nome di Teatro della Concordia.
La notte del 6 gennaio 1824 un nuovo incendio distrusse parzialmente la struttura, ripristinata dai cremonesi Rodi e Voghera. Essi rifecero quanto distrutto, allargando notevolmente il palcoscenico.
Nel teatro è conservato lo storico sipario dipinto da Antonio Rizzi raffigurante la musica nelle sue manifestazioni.

## La dedica ad Amilcare Ponchielli, del 1907
Dopo la morte di Amilcare Ponchielli, il noto musicista cremonese (insieme ad Antonio Stradivari e Claudio Monteverdi), avvenuta a Milano il 16 gennaio 1886, il teatro si chiamò ‘Concordia-Ponchielli’, per poi assumere, il 12 marzo 1907, la denominazione definitiva di ‘Teatro Amilcare Ponchielli".
Il Comune ne acquisì la proprietà nel 1986, iniziando, nel 1989, radicali lavori di restauro e di adeguamento tecnologico. Ospita opere liriche, concerti, spettacoli teatrali, danza ed il MonteverdiFestival, dedicato al compositore Claudio Monteverdi e al repertorio barocco. Dal 2004 il Teatro è gestito dalla Fondazione Teatro Amilcare Ponchielli. Il sovrintendente e direttore artistico è il regista Andrea Cigni.

## Eventi e Rappresentazioni

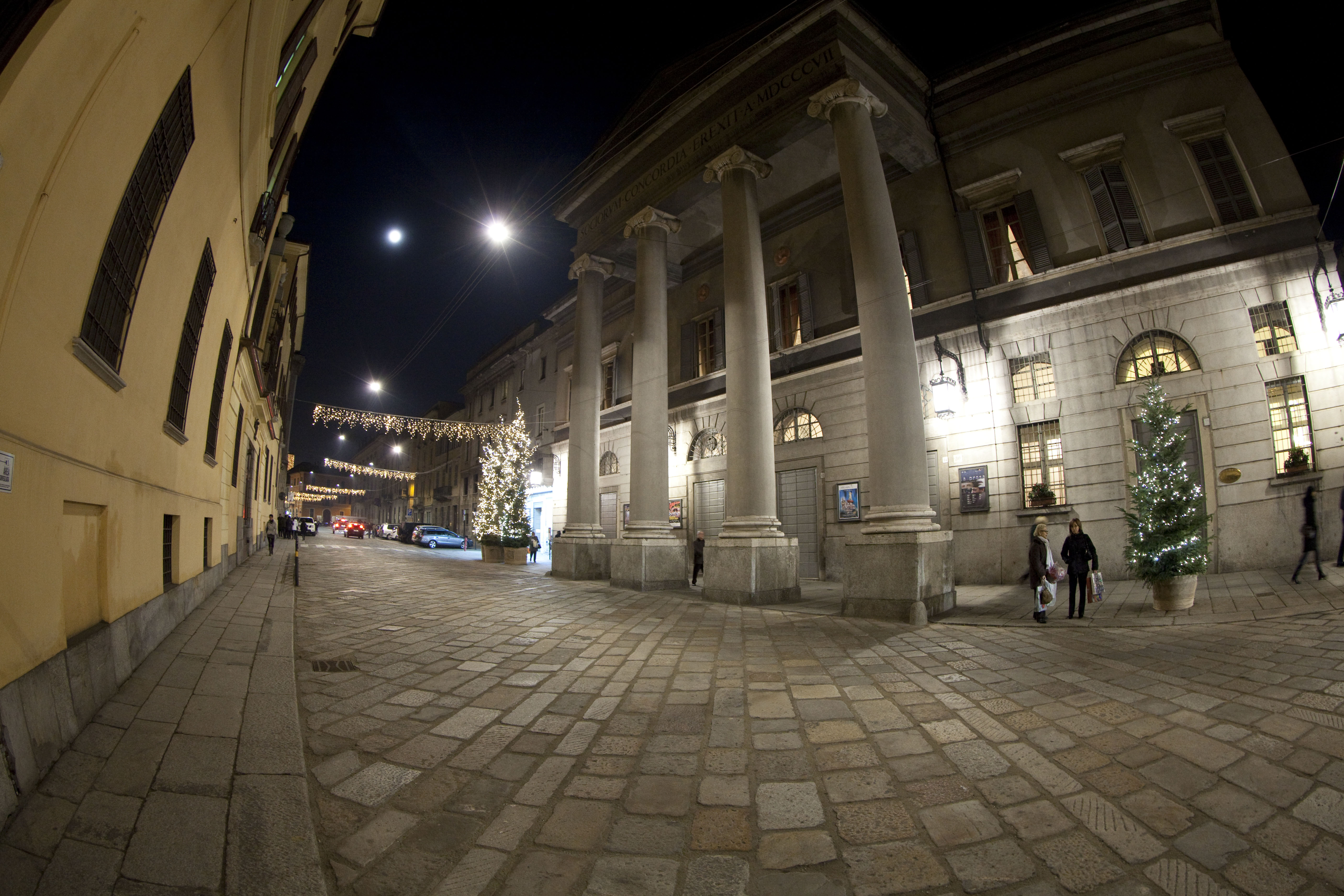
Natale a teatro Ponchielli

Tra i direttori d'orchestra più celebri dell'Ottocento che hanno diretto al Teatro Ponchielli di Cremona, si annovera il M° Antonino Palminteri, presente sul podio nel maggio del 1903, portando in scena l'opera Tosca, di Giacomo Puccini. Gli esiti delle rappresentazioni furono eccellenti e apprezzatissimi.
Le Stagioni del Teatro Ponchielli si compongono di Opera, Musica, Danza, Teatro e del MonteverdiFestival dedicato al compositore Claudio Monteverdi, tra i padri del melodramma.